# Vicki Rutledge
Vicki Rutledge (1940 circa) è un'ex sciatrice alpina canadese.

## Biografia
Sciatrice polivalente, Vicki Rutledge debuttò in campo internazionale in occasione delle Silberkrugrennen 1962 (Badgastein, 17-19 gennaio), dove si classificò 44ª nella discesa libera, e ai successivi Mondiali di Chamonix 1962 (10-18 febbraio), sua unica presenza iridata, si piazzò 33ª nello slalom gigante e non completò la discesa libera e lo slalom speciale. Disputò le sue ultima gare internazionali all'Harriman Cup 1965 (Sun Valley, 23-24 marzo), dove fu 20ª nella discesa libera e non completò lo slalom speciale; non prese parte a rassegne olimpiche.

## Palmarès

### Campionati canadesi
- 3 medaglie:
  - 2 ori (discesa libera, combinata nel 1961)[1][5]
  - 1 argento (slalom gigante nel 1960)[1]
  - 1 bronzo (slalom speciale nel 1960)[1]

### Campionati statunitensi
- 1 podio:
  - 1 secondo posto (combinata nel 1961)[1]